# Le tagliatelle
Le tagliatelle (in inglese Chopsticks) è un valzer per pianoforte molto noto.
Scritto nel 1877 con il titolo The Celebrated Chop Waltz con arrangiamenti per assolo e duetto, è l'unica composizione pubblicata dalla compositrice britannica Euphemia Allen (con lo pseudonimo di Arthur de Lulli). Il titolo Chop Waltz (letteralmente "valzer del taglio") deriva dalle indicazioni di Allen secondo cui la melodia deve essere suonata con un'armonia in due parti, con entrambe le mani tenute con orientamento verticale, le dita rivolte verso il basso e i palmi rivolti l'uno verso l'altro, battendo i tasti con un movimento che richiama il taglio.
La composizione è stata utilizzata diverse volte in opere cinematografiche e televisive, tra cui le commedie di Edgar Kennedy dal 1931 al 1948, oppure Pooch the Pup, I migliori anni della nostra vita, Sogno d'amore, Quando la moglie è in vacanza (dove viene battezzata con il nome italiano "Le tagliatelle") e Big.